# Kitzbühel (huyện)
Bezirk Kitzbühel là một huyện hành chính (Bezirk) ở Tirol, Áo. Huyện này giáp Bayern (Đức) về phía bắc, các huyện Kufstein và Schwaz về phía tây, vùng Pinzgau (Salzburg) về phía đông và về phía nam.
Huyện này có diện tích 1.163,28 km², dân số là 59.191 (15 tháng 5 năm 2001), và mật độ dân số 51 người trên mỗi km². Trung tâm hành chính huyện là Kitzbühel.
| Năm    | 1869  | 1880  | 1890  | 1900  | 1910  | 1923  | 1934  | 1939  | 1951  | 1961  | 1971  | 1981  | 1991  | 2001  |
| ------ | ----- | ----- | ----- | ----- | ----- | ----- | ----- | ----- | ----- | ----- | ----- | ----- | ----- | ----- |
| Dân số | 22639 | 23138 | 23092 | 23718 | 26739 | 27577 | 30502 | 31111 | 36669 | 39795 | 46516 | 49747 | 54127 | 59191 |

- Nguồn: Statistik Austria

## Phân chia hành chính
Huyện này được chia thành 20 đô thị, trong đó có 1 thị xã, và 3 phố thị (market town).

### Thị xã
1. Kitzbühel (8.574)

### Phố thị
1. Fieberbrunn (4.180)
2. Hopfgarten im Brixental (5.266)
3. Sankt Johann in Tirol (7.961)

### Các đô thị
1. Aurach bei Kitzbühel (1.203)
2. Brixen im Thale (2.574)
3. Going am Wilden Kaiser (1.730)
4. Hochfilzen (1.109)
5. Itter (1.060)
6. Jochberg (1.540)
7. Kirchberg in Tirol (4.958)
8. Kirchdorf in Tirol (3.492)
9. Kössen (3.936)
10. Oberndorf in Tirol (1.944)
11. Reith bei Kitzbühel (1.594)
12. Sankt Jakob in Haus (635)
13. Sankt Ulrich am Pillersee (1.441)
14. Schwendt (763)
15. Waidring (1.777)
16. Westendorf (3.454)

(dân số thời điểm 15 tháng 5 năm 2001)